# Maki Tabata
Maki Tabata (Japans: 田畑真紀, Tabata Maki) (Mukawa, 9 november 1974) is een Japanse langebaanschaatsster. Ze is een allroundster.
Tabata is sinds 1991 internationaal actief; ze debuteerde in dat jaar bij de Wereldkampioenschappen schaatsen junioren waar ze elfde werd. In 1993 behaalde ze de bronzen medaille op dit kampioenschap. In 1994 nam ze deel aan de Olympische Spelen. Op de 1500 meter eindigde ze als 16e.
Maki Tabata nam sinds 1995 aan 15 WK Allroundtoernooien deel, evenveel als landgenote Seiko Hashimoto, en alleen Emese Hunyady 17 en Claudia Pechstein tot wk van 2016 21 keer, hebben  vaker deelgenomen. Alleen op het WK Allround van 2000 stond ze bij de huldiging op het erepodium, als derde. Ze was hiermee de derde Japanse die op dit podium plaatsnam. Seiko Hashimoto (2e in 1990, 3e in 1992) en Mie Uehara (3e in 1996) gingen haar hierin voor. Ze veroverde op ditzelfde kampioenschap ook vier afstandsmedailles: zilver op de 500 meter, brons op de 3000 meter, goud op de 1500 meter en brons op de 5000 meter. Op het WK Allround van 2003 veroverde ze nog twee afstandsmedailles: brons op de 500 meter en goud op de 1500 meter.
Een maand na haar bronzen plak op het WK Allround veroverde ze ook een bronzen medaille op de 3000 meter op het WK Afstanden. Op de WK Afstanden van 2001 won ze zilver op de 1500 meter en brons op de 5000 meter. Op de WK Afstanden van 2003 pakte ze zilver op de 1500 meter. In 2005 en 2009 won ze beide keren brons in de teamachtervolging.
Tabata won talloze medailles op meerdere edities van de Aziatische Winterspelen.
In 2012 won Tabata de achtervolging op de Aziatische kampioenschappen baanwielrennen en won ze een zilveren en bronzen medaille op respectievelijk de ploegenachtervolging en de puntenkoers.

## Persoonlijke records
| Afstand    | Tijd    | Datum            | Baan           |
| ---------- | ------- | ---------------- | -------------- |
| 500 meter  | 39,18   | 15 maart 2001    | Calgary        |
| 1000 meter | 1.15,25 | 13 december 2009 | Salt Lake City |
| 1500 meter | 1.54,28 | 12 december 2009 | Salt Lake City |
| 3000 meter | 4.01,01 | 27 januari 2002  | Calgary        |
| 5000 meter | 7.00,09 | 19 maart 2006    | Calgary        |

## Wereldrecords
| Nr. | Afstand      | Tijd/Punten | Datum               | Baan    |
| --- | ------------ | ----------- | ------------------- | ------- |
| 1   | minivierkamp | 162,731     | 15/16 augustus 1998 | Calgary |

## Resultaten
| Jaar | CK Azië | Olympische Spelen                                        | WK Afstanden                                    | WK Allround | WK Sprint | WK Junioren |
| ---- | ------- | -------------------------------------------------------- | ----------------------------------------------- | ----------- | --------- | ----------- |
| 1991 |         |                                                          |                                                 |             |           | 11e         |
|      |         |                                                          |                                                 |             |           |             |
| 1993 |         |                                                          |                                                 |             |           | Brons       |
| 1994 |         | 16e 1500m                                                |                                                 |             |           |             |
| 1995 |         |                                                          |                                                 | 9e          |           |             |
| 1996 |         |                                                          | 13e 3000m                                       | 7e          |           |             |
| 1997 |         |                                                          | 17e 1500m 16e 3000m 12e 5000m                   |             |           |             |
|      |         |                                                          |                                                 |             |           |             |
| 1999 | Goud    |                                                          | 8e 1500m 6e 3000m 6e 5000m                      | 7e          |           |             |
| 2000 | Goud    |                                                          | 9e 1500m · 3000m · 7e 5000m                     | Brons       |           |             |
| 2001 | Goud    |                                                          | 1500m · 5e 3000m · 5000m                        | 7e          |           |             |
| 2002 |         | DQ 1000m 9e 1500m 6e 3000m 8e 5000m                      |                                                 | 8e          |           |             |
| 2003 | Goud    |                                                          | 1500m                                           | 7e          |           |             |
| 2004 | Goud    |                                                          | 9e 1000m 6e 1500m 11e 3000m 13e 5000m           | 9e          |           |             |
| 2005 | Zilver  |                                                          | 7e 1500m · 6e 3000m · 15e 5000m · achtervolging | 10e         |           |             |
| 2006 |         | 17e 1000m 15e 1500m 14e 3000m 13e 5000m 4e achtervolging |                                                 | 7e          |           |             |
| 2007 | Zilver  |                                                          | 4e 1500m 9e 3000m 7e 5000m                      | NC14        |           |             |
| 2008 | Goud    |                                                          | 10e 1500m 10e 3000m                             | NC13        | NC20      |             |
| 2009 | Zilver  |                                                          | 8e 1500m · achtervolging                        | NC14        |           |             |
| 2010 | Brons   | 19e 1500m · achtervolging                                |                                                 | NC15        |           |             |
|      |         |                                                          |                                                 |             |           |             |
| 2013 |         |                                                          |                                                 | 16e         |           |             |
| 2014 |         | 25e 1500m 4e achtervolging                               |                                                 |             |           |             |
| 2015 |         |                                                          | 19e 1500m                                       |             |           |             |

NC# = niet geplaatst voor laatste afstand, maar wel als # geëindigd in het eindklassement

### Medaillespiegel
| Kampioenschap     | Goud | Zilver | Brons |
| ----------------- | ---- | ------ | ----- |
| CK Azië           | 6    | 3      | 0     |
| WK Afstanden      | 0    | 2      | 4     |
| WK Allround       | 0    | 0      | 1     |
| WK Junioren       | 0    | 0      | 1     |
| Olympische Spelen | 0    | 1      | 0     |